# 南横浜火力発電所

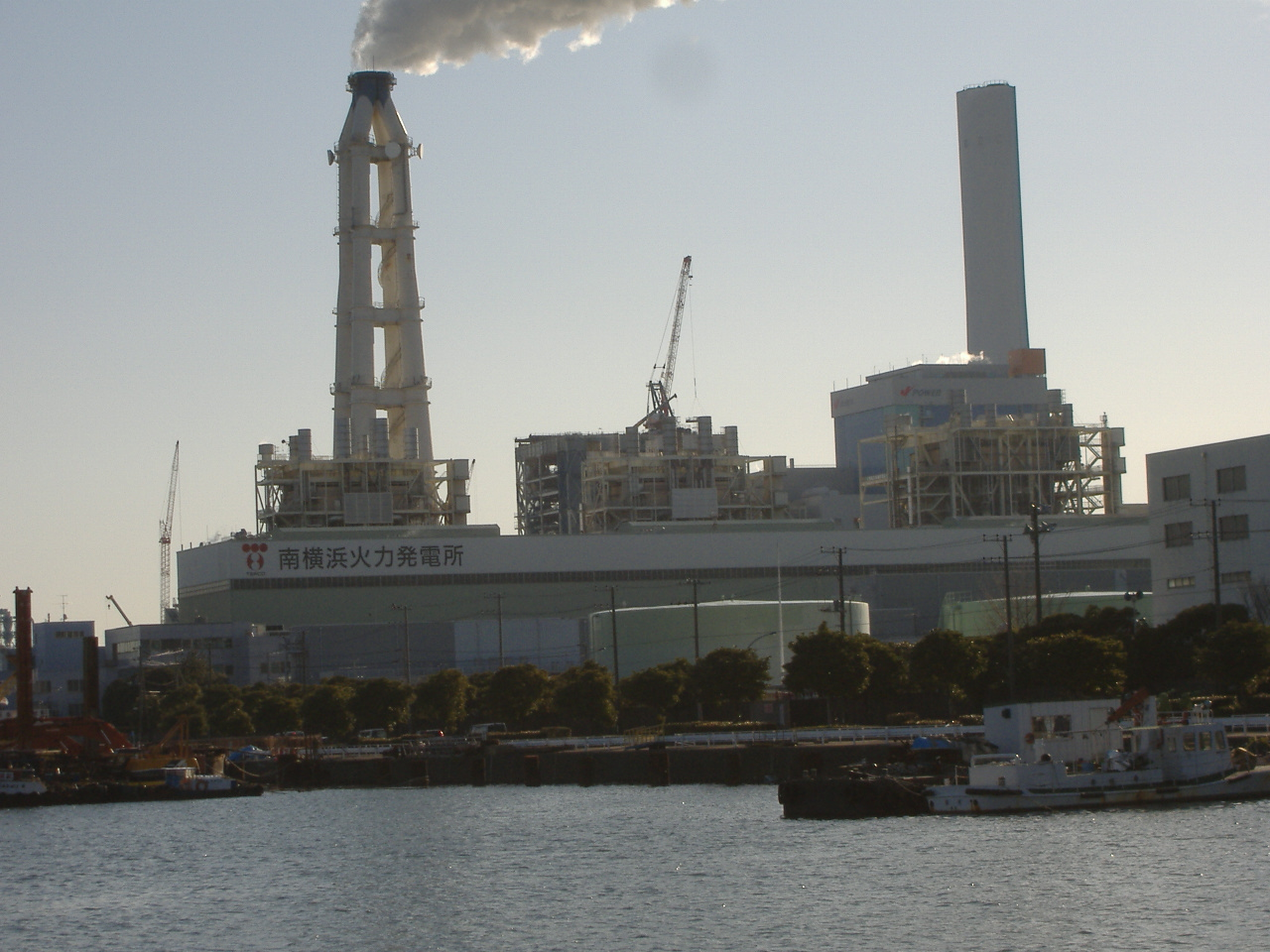
左側が南横浜火力発電所。右側の蒸気を出していない煙突は電源開発磯子火力発電所。

南横浜火力発電所（みなみよこはまかりょくはつでんしょ）は神奈川県横浜市磯子区新磯子町37-1にあるJERAの天然ガス火力発電所。

## 概要
1970年に1号機が運転を開始、3号機までが建設された。世界初のLNG専焼火力発電所である。LNGはJERAが調達した上で、隣接する東京ガス根岸LNG基地に気化作業を委託している。隣接地には石炭専焼火力である電源開発磯子火力発電所がある。

## 発電設備
- 総出力：115万kW（2016年4月1日現在）[1]
- 敷地面積：約17万m2
- 発電方式：汽力発電方式

1号機
定格出力：35万kW
使用燃料：LNG
熱効率：42.4%（低位発熱量基準）
営業運転開始：1970年5月
2号機
定格出力：35万kW
使用燃料：LNG
熱効率：42.4%（低位発熱量基準）
営業運転開始：1970年4月
3号機
定格出力：45万kW
使用燃料：LNG
熱効率：42.4%（低位発熱量基準）
営業運転開始：1973年5月

## 環境への取り組み
当発電所は根岸湾埋立事業の第2期イ地区（1964年12月竣工）に建設された。
当時、全国的に大気汚染が問題となっていた時代であり、1964年（昭和39年）11月に区住民運動連絡会議が東京電力の火力発電所建設に反対の決議をした。横浜市は地域住民からの要請を受けて、住民の健康と産業育成を両立させるために、法律よりも厳しい排出基準を定めた公害防止協定を進出企業と締結していった（いわゆる「横浜方式」）。

## アクセス
- 横浜市営バス
  - 磯子駅東口より85系統利用、『南横浜火力発電所前』下車